# Pjotr Nikolajewitsch Polewoi

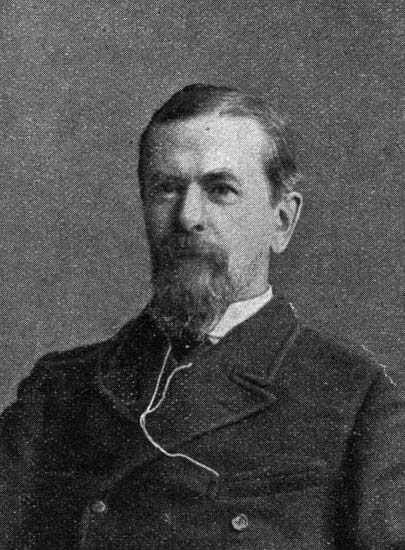
Pjotr Polewoi

Pjotr Nikolajewitsch Polewoi (russisch Пётр Никола́евич Полево́й; * 1839; † 1902) war ein bedeutender russischer Sprachwissenschaftler, Autor, Übersetzer und Historiker.

## Leben
Pjotr Polewoi, Sohn des Literaten und Historikers Nikolai Alexejewitsch Polewoi, besuchte das 5. St. Petersburger Gymnasium mit Abschluss 1857 und studierte dann an der Historisch-Philologischen Fakultät der Universität St. Petersburg. Nach der erfolgreichen Verteidigung seiner Magister-Arbeit Versuch eines vergleichenden Überblicks über die alte germanische und slawische Dichtung 1864 wurde er Privatdozent der St. Petersburger Universität am Lehrstuhl für Allgemeine Literatur. Seine Doktor-Dissertation (entsprechend einer Habilitationsschrift) Beiträge des mittelalterlichen Dramas zur Geschichte blieb unverteidigt und erschien 1865 in St. Petersburg. Er war dann Dozent für Russische Sprache und Literatur an der Neurussland-Universität in Odessa. Schließlich wurde er von der Universität Warschau auf den Lehrstuhl für die russische und die kirchenslawische Sprache berufen.
1871 gab Polewoi sein Amt auf, um sich ganz der literarischen Tätigkeit zu widmen. Er bezeichnete sich als Maschine, die schreibt, was gewünscht wird: Dramen, Erzählungen, Geschichtliches, Kritiken. Trotzdem blieben die literaturwissenschaftlichen Studien im Mittelpunkt seiner Arbeit. So erschienen immer in St. Petersburg 1871 seine Geschichte der russischen Literatur in Essays und Biographien, 1879–1880 die Beiträge auf den Grabsteinen des Alltags zur russischen Geschichte und 1900 die Geschichte der russischen Literatur von den Anfängen bis zur heutigen Zeit.
Weiter veröffentlichte Polewoi eine Russische Geschichte und Schöngeistiges Russland (1884), den historischen Roman Die Wurzel des Bösen (1891), die Erzählung Die Taljanyer Teufelin (1891) neben vielen anderen und die Geschichtserzählungen und Novellen (1893). Zusammen mit Wiktor Alexandrowitsch Krylow verfasste er die Geschichtsschauspiele Die Zarin Sofia und Der Mädchenaufstand. Daneben gab er 1893 die Übersetzung der Kinder- und Hausmärchen der Brüder Grimm heraus und 1895 Märchen, gesammelt von den Brüdern Grimm.
In der von Alexei Sergejewitsch Suworin und Sergei Nikolajewitsch Schubinski gegründeten historisch-literarischen Monatszeitschrift Historischer Bote veröffentlichte Polewoi zahlreiche Aufsätze, so beispielsweise Bohdan Chmelnyzkyj und das dankbare Russland (1888), Reifender Peter (1888), Fjodor Iwanowitsch Buslajew (zum fünfzigsten Jahrestag seiner wissenschaftlichen Tätigkeit (1888)), Typen der dunklen Zeit (1889), Erinnerungen an den Maler A. D. Litowtschenko (1890), Grab des fürstlichen Narren (1890), Erinnerungen an P. N. Petrow (1891), Zwei Lehrer (Erinnerungen an die Schule) (1892) und Nil Alexandrowitsch Popow (Nekrolog) (1892).